# Gunvor Hilde
Gunvor Hilde (ur. 13 listopada 1963) – norweska lekkoatletka specjalizująca się w długich biegach średniodystansowych. 
Największy sukces w karierze odniosła w 1979 r. w Bydgoszczy, gdzie zdobyła srebrny medal mistrzostw Europy juniorek w biegu na 1500 metrów, z czasem 4:11,84 (za Iriną Nikitiną). W 1979 r. zdobyła również tytuł mistrzyni Norwegii w biegu na 800 metrów.
Rekord życiowy w biegu na 1 milę – 4:36,0 – Londyn 14/09/1979